# Astragalus bylowae
Astragalus bylowae е вид растение от семейство Бобови (Fabaceae). Видът е критично застрашен от изчезване.

## Разпространение
Разпространен е в Армения.